# Algoriphagus
Algoriphagus ist eine Gattung von Bakterien. Mehrere Arten wachsen bei relativ niedrigen Temperaturen, Funde stammen u. a. aus der Antarktis. Darauf weist auch der Gattungsname hin, „algor“ ist lateinisch und bedeutet so viel wie „kalt“. Der zweite Teil phagus heißt „fressen“. Man kann den Gattungsnamen also mit „kälte-fressend“ übersetzen.

## Merkmale
Die Zellen von Algoriphagus sind stäbchenförmig. Eine gleitende Bewegung („gliding motility“), die ohne Hilfe von Flagellen erfolgt, wurde nicht beobachtet. Dieses Merkmal unterscheidet sie von einigen verwandten Arten innerhalb der Familie Cyclobacteriaceae, hier können sich einige gleitend fortbewegen. Dazu zählen z. B. Arten von Echinicola. Die Arten von Algoriphagus produzieren nicht lösbare Carotinoide. Das Pigment Flexirubin wird nicht gebildet.

## Stoffwechsel und Wachstum
Algoriphagus ist auf Sauerstoff angewiesen, es ist aerob. Der Stoffwechsel ist chemoorganotroph. Je nach Art werden verschiedene Zucker zum Wachstum genutzt. Des Weiteren können von Art abhängig unterschiedliche Verbindungen, wie Agar, Casein, Gelatine, DNA, verschiedene Polysorbate (Tweens) und / oder Chitin, genutzt werden. So hydrolysiert A. mannitolivorans Stärke, Tween 20 und Tween 80. Casein wird von dieser Art nicht genutzt.
Nicht abgebaut werden Cellulose und Harnstoff. Der Oxidase-Test und der Katalase-Test verläuft positiv. Aesculin wird gespalten. Das dominierende Quinon ist Menaquinon-7.
Es folgt eine Tabellen mit Merkmalen einiger Arten:
|                        | A. alkaliphilus | A. antarcticus | A. boritolerans | A. halophilus |
| ---------------------- | --------------- | -------------- | --------------- | ------------- |
| Wachstumstemperatur    | 11–39 °C        | 5–25 °C        | 17–37 °C        | 10–41 °C      |
| tolerierte Salzgehalte | 0–3 %           | 0–5 %          | 0–3 %           | 0–8 %         |
| Nitratreduktion        | ja              | nein           | nein            | nein          |

Eine weitere Tabelle der von den Bakterien für den Stoffwechsel genutzten Verbindungen:
|          | A. alkaliphilus | A. antarcticus | A. boritolerans | A. halophilus |
| -------- | --------------- | -------------- | --------------- | ------------- |
| Agar     | -               | -              | -               | -             |
| Casein   | -               | -              | k. A.           | -             |
| Gelatine | +               | -              | -               | +             |
| Stärke   | +               | -              | +               | +             |
| DNA      | +               | -              | k. A.           | -             |

Abkürzungen: + wird hydrolysiert; - wird nicht hydrolysiert; k. A. keine Angabe

## Systematik
Die Gattung Algoriphagus zählt zu der Familie Cyclobacteriaceae. Diese wird zu der Ordnung Cytophagales gestellt, welche zu der im Jahr 2012 aufgestellten Klasse Cytophagia zählt. Die in der Antarktis isolierte Algoriphagus ratkowsky ist die Typart. Sie wurde im Jahr 2003 von John P. Bowman und Mitarbeitern beschrieben. Im Jahr 2014 wurde die Beschreibung noch einmal erweitert.
Zu der Gattung zählen fast 50 Arten (Stand Oktober 2021). Es folgt eine Liste einiger Beispiele:
- Algoriphagus aestuarii Jung et al. 2015
- Algoriphagus aestuariicola Jia et al. 2017
- Algoriphagus alkaliphilus  (Tiago et al. 2006) Nedashkovskaya et al. 2007
- Algoriphagus antarcticus Van Trappen et al. 2004
- Algoriphagus aquaeductus Rau et al. 2012
- Algoriphagus aquatilis Liu et al. 2009
- Algoriphagus boritolerans (Ahmed et al. 2007) Nedashkovskaya et al. 2007
- Algoriphagus boseongensis Park et al. 2014
- Algoriphagus faecimaris Li et al. 2011
- Algoriphagus halophilus (Yi and Chun 2004) Nedashkovskaya et al. 2004
- Algoriphagus litoralis Wei et al. 2020
- Algoriphagus machipongonensis Shahina et al. 2015
- Algoriphagus marincola (Yoon et al. 2004) Nedashkovskaya et al. 2007
- Algoriphagus mannitolivoran (Yi and Chun 2004) Nedashkovskaya et al. 2007
- Algoriphagus taeanensis Kim et al. 2014
- Algoriphagus olei Young et al. 2009
- Algoriphagus ratkowsky Bowman et al. 2003
- Algoriphagus taiwanensis Shahina et al. 2015

## Ökologie
Arten von Algoriphagus kommen in unterschiedlichen Habitaten vor. So wurden Mitglieder der Gattung aus Meereis, Meerwasser, von Algen, aus Meeressedimenten, Böden und Süßwasser isoliert. Algoriphagus zählt zu dem sogenannten Cytophaga-Flavobacterium-Cluster. Bakterien dieser Gruppe gehören zu den dominierenden Bakterien im Meer. Sie spielen wahrscheinlich eine wichtige Rolle innerhalb der Zersetzung von organischen Resten (Remineralisierung) im Meer.
Einige Funde von Arten stammen von der Antarktis. Dementsprechend sind auch einige Arten psychrophil. Ein Beispiel ist die Art A. antarcticus, sie zeigt Wachstum bei Temperaturen zwischen 5 und 25 °C. A. chordae und A. winogradskyi wurden bei marinen Algen gefunden; A. machipongonensis wurde von Choanoflagellaten-Kolonien isoliert; A. zhangzhouensis stammt von Mangrovensedimenten in China, und A. vanfongensis wurde von Korallen isoliert. Die zuerst beschriebene Art (Typusart) der Gattung ist Algoriphagus ratkowsky. Sie wurde vom Eis in der Antarktis isoliert. Diese Art ist psychrophil und zeigt Wachstum zwischen Temperaturen von - 2 bis 25 °C. Mikrobenmatten in der Antarktis waren der Fundort der Art Algoriphagus antarcticus. A. terrigena wurde von Bodenproben isoliert.
Bakterien der Gattung dienen Choanoflagellaten der Art Salpingoeca rosetta als Nahrung, regen diese andererseits zur Bildung rosettenförmiger Kolonien an.

## Evolution
Das Bakterium Algoriphagus machipongonensis zählt zu der Beute der zu den einzelligen Choanoflagellaten zählende Art Salpingoeca rosetta. Diese ernährt sich von Bakterien im Plankton und kann Kolonien bilden. Dies kann man als ersten evolutionären Schritt zur Mehrzelligkeit betrachten.
Die Kolonienbildung wird durch bestimmte Stoffe, die von Algoriphagus gebildet werden und in die Umgebung abgegeben werden, ausgelöst. Die rosettenförmigen, mehrzelligen Kolonien sind besser dazu geeignet, Bakterien zu fangen als die einzellige Form. Bei den Stoffen handelt es sich um Sulfonolipide (RIF-1). Da hierbei ein Wechsel von einer einzelligen Form zu mehrzelligen Zellverbänden stattfindet, ist diese Beobachtung von Interesse für die Untersuchung der Evolution vom Einzeller zum Mehrzeller.

## Genutzte Literatur
- Krieg, N.R.; Ludwig, W.; Whitman, W.B.; Hedlund, B.P.; Paster, B.J.; Staley, J.T.; Ward, N.; Brown, D.; Parte, A.: Bergey’s Manual of Systematic Bacteriology. Volume 4: The Bacteroidetes, Spirochaetes, Tenericutes (Mollicutes), Acidobacteria, Fibrobacteres, Fusobacteria, Dictyoglomi, Gemmatimonadetes, Lentisphaerae, Verrucomicrobia, Chlamydiae, and Planctomycetes. Springer, 2010, ISBN 978-0-387-68572-4, S. 423–441.